# Medeia (filme)
Medea (Brasil: Medeia ou Medeia: a Feiticeira do Amor / Portugal: Medeia) é um filme italo-franco-germânico lançado no ano de 1969, dirigido por Pier Paolo Pasolini e estrelado por Maria Callas. 